# Guy de La Baume
Guy de La Baume, né après 1424 et mort le 18 novembre 1516, comte de Montrevel, seigneur de la Roche-du-Vanel, est un courtisan ainsi qu'homme d'État bourguignon et savoyard.

## Biographie
Né après 1424, Guy de la Baume est le quatrième fils de Pierre de La Baume, seigneur du Mont-Saint-Sorlin, et d'Alix de Lurieux, faisant ainsi de lui, le petit-fils du maréchal de France, Jean de La Baume. Il est le frère de Guillaume de La Baume d'Illens, lui aussi chevalier de l'ordre de la Toison d'or,,,.
Il devient seigneur de La Roche-du-Vanel, d'Attalens en Suisse, puis 4e comte de Montrevel, après la mort de son cousin Jean III de La Baume,,,.
En 1455, Guy fut l'un des deux cents gentilshommes et chefs d'hôtel du palais, qui jurèrent, au nom du duc de Savoie, de respecter le traité d'alliance et de confédération conclu avec le roi Charles VII en 1452,,.
En 1464, il accompagne Philippe de Savoie, comte de Baugé, seigneur de Bresse, lors d'un voyage en France,,.
En 1487, le roi de France, Charles VIII lui accorda une pension de 300 livres, et la moitié de ce montant en 1498,.
En 1490, il hérite des domaines de son frère aîné Guillaume, mort sans enfants.
En 1501, avec Guillaume IV de Vergy, il accompagna Philippe le Beau lors de son entrée à Dole,,. Après la mort de Philibert lI de Savoie, il quitte la Savoie dans la suite de sa veuve Marguerite d'Autriche, et l'accompagne en Allemagne. Restant proche de cette dernière, il devient son chevalier d'honneur et participe à la signature d'un accord entre elle et les ambassadeurs de Charles II de Savoie en 1505, qui résout la question de la part de l'héritage destiné à la veuve,,,. Il jouit d'une grande influence à la cour de l'archiduchesse Marguerite et fut nommé (avec le prince de Chimay, le comte de Nassau, les seigneurs de Croÿ, de Berg et de Gorrevod ) comme l'un de ses exécuteurs testamentaires, dans un testament rédigé le 20 février 1507,,.
Le 29 novembre 1504, il règle son conflit avec son fils aîné Marc, qui revendique les terres et le titre de comte de Montrevel, car ce dernier a épousé Bonne, la fille de Jean III de La Baume, cousin de Guy. Il fut décidé de partager les biens à parts égales et le titre resta à Guy,.
Le 20 juillet 1512, au nom de Marguerite d'Autriche, il accepte l'hommage de Guillaume IV de Vergy, maréchal de Bourgogne, pour la propriété que ce dernier possède aux salines de Salins,.
Le 6 novembre 1516, au chapitre de Bruxelles, il est fait chevalier de l'ordre de la Toison d'or par le futur empereur Charles Quint, mais décède une dizaine de jours plus tard,,.

## Famille
Guy épouse Jeanne de Longwy, fille de Jean de Longwy, seigneur de Raon, et de Jeanne de Vienne, dame de Pagny,,.
Ensemble ils ont :
- Marc de La Baume, comte de Montrevel (décédé après 1527). Épouse en premières noces, Bonne de La Baume, fille de Jean III de La Baume, comte de Montrevel, et Bonna de Neuchâtel ; 2) (1508) : Anne de Chateauvillain, fille de Jean VI de Chateauvillain et Marie d'Estouteville
- Pierre (décédé en 1544), cardinal et archevêque de Besançon
- Claude (décédé en 1541), baron du Mont-Saint-Sorlin. Épouse en premières noces et en 1502, Claudine de Toulongeon, fille de Marc de Toulongeon, seigneur de Velpont, et d'Agnès de Beaufremont, puis en 1532, il épouse en secondes noces, Guillemette d'Igny, fille de Clériadus d'Igny et Claire de Clermont
- Louise. Épouse, en 1472, Claude de Savoisy, seigneur de Signelay
- Jeanne. Épouse Simon de Rye, seigneur de Rye, Balançon et Dicey (décédé en 1517),